# Братан (връх)
Братан е най-високият връх в Сърнена Средна гора. Издига се на 1235,8 m н.в.
На самия връх е изградена метална кула с петолъчка на върха ѝ. По пътя за върха се намира мегалитният гранитен къс Кутелът. В подножието на върха е изоставената хижа „Братан“. Поетът Йордан Кръчмаров е автор на стихотворението „Връх Братан“.

## Други
На Голям Братан е наречена улица в квартал „Бъкстон“ в София (Карта).